# Eugenio Cirese
Eugenio Cirese (Fossalto, 21 febbraio 1884 – Rieti, 8 febbraio 1955) è stato un poeta e saggista italiano.
Studioso del folclore e delle tradizioni del  Molise, è autore di testi in dialetto molisano.

## Biografia
Nato a Fossalto, comune della provincia di Campobasso, nel Molise, nel 1884, dopo aver conseguito il diploma magistrale, insegnò in vari paesi della regione. Divenuto ispettore scolastico, si trasferì prima a Campobasso e poi a Rieti, ove rimase sino alla morte.
Studioso del folclore della sua terra, esordì con una raccolta di canti  e poesie molisane. Nel 1925 pubblicò Gente buona, un sussidiario per le scuole. Oltre ai canti molisani, curò anche una raccolta di canti popolari reatini. Nel 1953 fondò la rivista La Lapa, sottotitolo Argomenti di storia e letteratura popolare, un periodico mensile che, dopo la sua morte, cessò le pubblicazioni con il decimo numero del dicembre 1955. Una ristampa anastatica dei fascicoli della rivista è stata pubblicata nel 1991.  
Morì a Rieti, poco prima dei settantuno, nel 1955.
Nel 1997, il figlio Alberto (1921–2011), antropologo, anch'egli studioso di folclore e letteratura popolare, ha pubblicato una raccolta in due volumi con l'editore Marinelli, delle opere del padre: Oggi domani ieri. Tutte le poesie in molisano, le musiche e altri scritti.

## Riconoscimenti
È stata dedicata al suo nome una scuola primaria di Rieti, parte dell'Istituto comprensivo Angelo Maria Ricci.

## Opere
- Canti popolari e sonetti in dialetto molisano, Campobasso-Isernia, V. e G. Colitti, 1910.
- La guerra. Discurzi di cafuni, Campobasso, De Gaglia & Nebbia, 1912.
- Ru cantone de la fata. Storia de tiempe antiche in dialetto molisano, Pescara, Stab. Industriale Grafico, 1916?
- Suspire e risatelle, Campobasso, G. Colitti e figlio, 1918.
- Arte infantile, Lanciano. Tipografia Masciangelo, 1923.
- Gente buona. Libro sussidiario per le scuole del Molise, Lanciano, Giuseppe Carabba, 1925.
- Rugiade, Avezzano, Edizioni Marsica, 1932.
- Tempo d'allora. Figure, storie e proverbi. Prose in dialetto molisano, Campobasso, Fratelli Petrucciani, 1939.
- Raccolta di canti popolari della provincia di Rieti, Rieti, Nobili, 1945. Ristampa anastatica: Roma, Nuovo almanacco, 1997.
- Lucecabelle, Roma, Bardi, 1951. Riproduzione anastatica: [s. l.], [s. n.], 1984.
- Poesie molisane, Caltanissetta, Salvatore Sciascia, 1955. Ristampa anastatica: Campobasso, Tipografia Aurora, 1993.
- Oggi domani ieri. Tutte le poesie in molisano, le musiche e altri scritti, a cura di A. M. Cirese, 2 voll., Isernia, Marinelli, 1997. ISBN 88-86947-45-3.